# Vacances a París
Vacances a París  (títol original en anglès: Paris Holiday) és una pel·lícula franco-estatunidenca dirigida per Gerd Oswald el 1957 i estrenada el 1958. Ha estat doblada al català

## Argument[2]
L'actor americà Robert Hunter i l'artista francès Fernydel es coneixen en el vaixell "Ille de France" que fa camí cap a L'Havre. Vingut a París per trobar-hi Vitry, el cèlebre dramaturg francès, Hunter en companyia de Fernydel, es troba barrejat en el seu assassinat. Els dos homes que han descobert una poderosa associació de temibles falsificadors, comencen una memorable persecució de la qual sortiran vencedors.

## Repartiment
- Fernandel: Fernydel
- Bob Hope: Robert Leslie Hunter
- Martha Hyer: Ann Mc Call
- Anita Ekberg: Zara
- Preston Sturges: Serge Vitry
- André Morell: L'ambaixador estatunidenc
- Alan Gifford: El consul estatunidenc
- Maurice Teynac: El Doctor Bernais
- Yves Brainville: L'inspector Dupont
- Marcel Pérès: Un guàrdia de l'institut
- Jean Murat: El jutge
- Roger Tréville: Un pacient
- Irène Tunc: La bella dona del vaixell
- Hans Verner: Un gangster
- Paul Violette: Un guàrdia de l'institut
- Jean Daurand
- Gil Delamare